# Бадура-Скода, Пауль
Пауль Баду́ра-Ско́да (Бадура-Шкода, нем. Paul Badura-Skoda; 6 октября 1927 года, Вена — 25 сентября 2019) — австрийский пианист.

## Биография
Окончил Венскую консерваторию, затем занимался у Эдвина Фишера. В 1947 г. выиграл конкурс исполнителей в Зальцбурге, в 1949 г. был замечен Вильгельмом Фуртвенглером и Гербертом Караяном, после чего уже не прекращал активной концертной деятельности.
Главным достоянием Бадуры-Скоды является моцартовский репертуар. Среди исторических записей с его участием — сонаты Моцарта для скрипки и фортепиано в дуэте с Давидом Ойстрахом. Другой известный дуэт Бадуры-Скоды — с пианистом Йоргом Демусом; плодом этого содружества стала, помимо ряда записей, написанная совместно книга об интерпретации фортепианных сонат Бетховена (нем. Die Klaviersonaten von Ludwig van Beethoven; 1970). Совместно с женой Эвой Бадура-Скода (1929—2021) написал также книгу «Интерпретация Моцарта» (нем. Mozart-Interpretation; 1957).
Пауль Бадура-Скода был членом жюри конкурса пианистов Сантандера Паломы О’Ши в 1987 году.
2007 год — год своего 80-летия — Бадура-Скода решил ознаменовать мировым турне, в ходе которого посетил и Москву.

## Награды
- Австрийский почётный знак «За науку и искусство» 1-го класса (1976)
- Кавалер ордена Почётного легиона (1993)
- командор ордена Искусств и литературы (1997)
- золотой почётный знак «За заслуги» Вены (2007)
- Командорский крест II степени Почётного знака «За заслуги перед Австрийской Республикой» (2007)

## Музыкальные записи
1. Пауль Бадура-Скода. В. А. Моцарт «Сонаты для фортепиано». Записано на античном рояле 1790 г. от Иоганна Шантца. Лейбл: Astree Naive.
2. Пауль Бадура-Скода. В. А. Моцарт «Произведения для фортепиано». Записано на оригинальном рояле 1890 от Антона Вальтера. Лейбл: Gramola.
3. Пауль Бадура-Скода, Musica Florea. В. А. Моцарт. «Фортепианные концерты К.271, К.414». Записано на реплике рояле 1792 от Антона Вальтера, созданной Полом Макналти. Лейбл: Arcana.
4. Пауль Бадура-Скода. Франц Шуберт «Fantaisie Pour le Piano-forte». Записано на оригинальном рояле 1824 г. от Конрада Графа. Лейбл: Astree.
5. Пауль Бадура-Скода, Чарльз Маккерас (дирижёр), Polish Radio Symphony Orchestra. Шостакович «Симфония № 9», Скрябин «Piano Concerto», Дворжак «Симфонические вариации». Записано на современном рояле. Лейбл: Pristine Audio.
6. Пауль Бадура-Скода, Генри Свобода (дирижёр), Венский Симфонический Оркестр. Римский-Корсаков «Piano Concerto». Записано на современном рояле. Лейбл: Pristine Audio.